# Axel Sophus Guldberg
Axel Sophus Guldberg (født 2. november 1838 i Kristiania, død 28. februar 1913) var en norsk matematisk forfatter, søn af Carl August Guldberg, bror til Cato Maximilian, Cathinka og Gustav Adolph Guldberg.
Guldberg blev student 1856, realkandidat 1863, samme år adjunkt i Drammen, 1865 overlærer i Stavanger og 1867 lærer i matematik ved Krigsskolen i Kristiania. Han tog samme år doktorgraden, den første doktorpromotion ved Kristiania Universitet siden 1847, for en afhandling om De omvendte Funktioner anvendte paa Teorien for algebraiske Ligninger (1867).
Han var 1874—84 forstander for den kongelige tegne- og håndværksskole og fra 1874 medlem af direktionen for den almindelige enkekasse. Hans forfatterskab omfatter dels matematiske specialundersøgelser fornemmelig over ligninger (væsentlig trykt i Kristiania Videnskabs Selskabs Forhandlinger og i Nyt Magazin for Naturvidenskab), dels lærebøger, til dels også populær naturvidenskab.